# Futaba Kioka
Futaba Kioka (木岡 二葉, Kioka Futaba, Shizuoka, 22 november 1965) is een voormalig Japans voetbalster.

## Carrière

### Clubcarrière
Kioka begon haar carrière in 1978 bij Shimizudaihachi SC. Ze tekende in 1989 bij Suzuyo Shimizu FC Lovely Ladies. Met deze club werd zij in 1989 kampioen van Japan. In 1996 beëindigde zij haar carrière als voetbalster.

### Interlandcarrière
Kioka maakte op 7 juni 1981 haar debuut in het Japans vrouwenvoetbalelftal tijdens een wedstrijd om het Aziatisch kampioenschap 1981 tegen Chinees Taipei. Zij nam met het Japans vrouwenvoetbalelftal deel aan de Wereldkampioenschap vrouwenvoetbal in 1991, in  1995 en  in de Olympische Zomerspelen in 1996. Ze heeft 75 interlands gespeeld voor het Japans voetbalelftal en scoorde 30 keer.

## Statistieken
| Japans vrouwenvoetbalelftal | Japans vrouwenvoetbalelftal | Japans vrouwenvoetbalelftal |
| Jaar                        | Wed.                        | Dlp.                        |
| --------------------------- | --------------------------- | --------------------------- |
| 1981                        | 5                           | 0                           |
| 1982                        | 0                           | 0                           |
| 1983                        | 0                           | 0                           |
| 1984                        | 3                           | 1                           |
| 1985                        | 0                           | 0                           |
| 1986                        | 13                          | 7                           |
| 1987                        | 4                           | 1                           |
| 1988                        | 3                           | 0                           |
| 1989                        | 10                          | 9                           |
| 1990                        | 7                           | 7                           |
| 1991                        | 6                           | 1                           |
| 1992                        | 0                           | 0                           |
| 1993                        | 5                           | 2                           |
| 1994                        | 5                           | 1                           |
| 1995                        | 9                           | 0                           |
| 1996                        | 5                           | 1                           |
| Totaal                      | 75                          | 30                          |